# Повіт Касай
Пові́т Каса́й (яп. 河西郡, かさいぐん, МФА: [kasai̯ guɴ]) — повіт в Японії, в окрузі Токаті префектури Хоккайдо.